# Micromyzon akamai
Micromyzon akamai är en fiskart som beskrevs av John P. Friel och Lundberg 1996. Micromyzon akamai ingår i släktet Micromyzon och familjen Aspredinidae. Inga underarter finns listade i Catalogue of Life.
Arten förekommer i Amazonfloden nära dess mynning och i bifloder. En upphittad hanne var 16 mm lång.